# Telopea speciosissima
Telopea speciosissima (Sm.) R.Br., comunemente nota come waratah, è una specie di arbusto di genere Telopea caratteristica dell'Australia. Possiede sgargianti fiori vermigli, che rendono la specie molto appariscente e ambita come pianta ornamentale. È il simbolo della regione australiana del Nuovo Galles del Sud.

## Descrizione
Il corpo dell'arbusto può crescere molto, fino anche a 4 metri. Possiede foglie grandi, seghettate e di consistenza simile al cuoio, larghe da 13 a 25 cm. Le infiorescenze sono grandi, con diametro compreso tra 7 e 10 cm, tipicamente di colore rosso vermiglio o di simile gradazione; la pianta fiorisce in genere tra settembre e novembre. I semi sono contenuti in grandi baccelli che crescono dopo che la pianta è stata impollinata.

## Distribuzione e habitat
La pianta è tipica dell'outback australiano, specificamente dell'Australia orientale, soprattutto del Nuovo Galles del Sud. Cresce in ambiente boschivo, prediligendo terreni sabbiosi o di origine vulcanica.

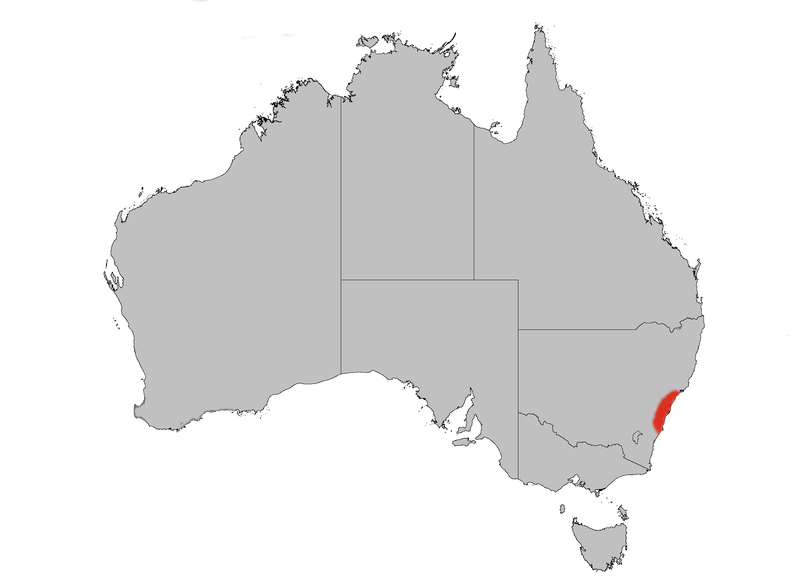
Distribuzione naturale del waratah in Australia

L'arbusto tollera altitudini anche superiori ai 1000 m s.l.m. ed è particolarmente resistente al fuoco: possiede infatti un apparato radicale profondo, che gli permette di rigenerarsi facilmente in caso di distruzione del corpo principale della pianta. Il waratah è quindi una delle piante che prevalgono nei rimboschimenti dell'outback susseguenti agli incendi che interessano di frequente l'Australia.
Altri paesi in cui il waratah è stato introdotto con successo negli ultimi anni sono la Nuova Zelanda e Israele, così come gli Stati americani delle Hawaii e della California. Un tentativo di introdurre l'arbusto in Inghilterra nel 1789 fallì per via del clima troppo freddo della Gran Bretagna.

## Utilizzo
Data l'appariscenza dei suoi fiori, il waratah è particolarmente apprezzato come pianta ornamentale. Inoltre è assurto a simbolo dello Stato del Nuovo Galles del Sud, e numerose navi sono state battezzate in suo onore (prima fra tutte il piroscafo Waratah), anche se con risultati funesti.
Ispirati alla popolare pianta sono anche la squadra rugbistica dei New South Wales Waratahs e l'asteroide 6027 Waratah.